# Hidehiko Shimizu
Hidehiko Shimizu (jap. 清水 秀彦, Shimizu Hidehiko; * 4. November 1954 in der Präfektur Tokio) ist ein ehemaliger japanischer Fußballspieler und -trainer.

## Karriere
Shimizu erlernte das Fußballspielen in der Schulmannschaft der Saitama Urawa High School und der Universitätsmannschaft der Hōsei-Universität. Seinen ersten Vertrag unterschrieb er 1977 bei Nissan Motors. 1983 und 1984 wurde er mit dem Verein Vizemeister der Japan Soccer League. 1983 und 1985 gewann er mit dem Verein den Kaiserpokal. Ende 1988 beendete er seine Karriere als Fußballspieler.
1991 wurde Shimizu Trainer von Nissan Motors. 1991/92 wurde er mit dem Verein Vizemeister der Japan Soccer League. 1991 und 1992 gewann er mit dem Verein den Kaiserpokal. Mit Gründung der Profiliga J.League 1992 und der damit verbundenen Neuorganisation des japanischen Fußballs wurde Nissan Motors zu den Yokohama Marinos. 1996 wurde Shimizu Trainer von Avispa Fukuoka. Von 1998 bis 1999 war er der Trainer des Kyōto Purple Sanga. Im August 1999 wechselte er zum Zweitligisten Vegalta Sendai. 2002 wurde er mit dem Verein Vizemeister der J2 League und stieg in die J1 League auf.

## Erfolge
Nissan Motors
- Japan Soccer League

Vizemeister: 1983, 1984
- JSL Cup

Finalist: 1983, 1985, 1986
- Kaiserpokal

Sieger: 1983, 1985